# Tom Heaton
Thomas David Heaton (* 15. dubna 1986, Chester) je anglický profesionální fotbalový brankář a bývalý reprezentant, který chytá za anglický klub Manchester United FC.

## Reprezentační kariéra
Heaton debutoval za reprezentaci do 21 let v březnu 2008 proti Polsku, když o poločase střídal Joea Harta. Do sestavy pro ME do 21 let 2009 se ale nedostal. V květnu 2015 byl povolán do seniorské reprezentace pro přátelské utkání s Irskem a utkání kvalifikace na Mistrovství Evropy ve fotbale 2016 proti Slovinsku; do hry se ale nedostal. Heaton debutoval v reprezentaci v generálce na Mistrovství Evropy ve fotbale 2016 proti Austrálii.